# Grand Prix Pino Cerami 2023
La 54e édition de Grand Prix Pino Cerami a lieu le 30 septembre 2023. Elle fait partie du calendrier UCI Europe Tour 2023 en catégorie 1.2.
Les éditions de 2020, 2021 et 2022 n'avaient pas été organisées.

## Équipes
| ProTeams (2)- Bolton Equities Black Spoke Pro Cycling - Bingoal WB Équipes continentales (14)- Metec-Solarwatt p/b Mantel - Matériel-vélo.com - Volkerwessels Cycling Team - Circus-Re Uz-Technord - Allinq Continental Cycling Team - Team Coop-Repsol - Team Storck-Metropol Cycling - Jumbo-Visma Development Team - TDT-Unibet - Lotto Dstny Development Team - Uno-X DARE Development Team - Scorpions Racing Team - Ferei-CCN Metalac - Tartu2024 Cycling Team Équipes régionales et de clubs (6)- Urbano-Vulsteke Cycling Team - Embark Spirit BSS - Mini Discar Cycling Team - ESEG Douai-Origine Cycles - SCO Dijon - Velo Schils-Interbike RT |
| |

## Classement final
| \| Classement général \| Classement général \| Classement général \| Classement général \| Classement général \| \| Coureur \| Coureur \| Pays \| Équipe \| Temps \| \| ------------------ \| ------------------ \| ------------------ \| ------------------ \| ------------------ \| |         |      |        |       |
| |         |      |        |       |
| Source : ProCyclingStats |         |      |        |       |
| Classement général |         |      |        |       |
| Coureur | Coureur | Pays | Équipe | Temps |